# Christian Abbiati
Christian Abbiati (* 8. července 1977, Abbiategrasso, Itálie) je bývalý italský fotbalový brankář. Dlouhých 15 sezon odehrál za italský klub AC Milán. Odchytal i několik utkání za italskou reprezentaci.
S klubem AC Milán vyhrál tři tituly v lize (1998/99, 2003/04 a 2010/11), domácí pohár (2002/03), domácí superpohár (2004, 2011), Ligu mistrů (2002/03) i Evropský superpohár (2003). Je vítězem ME 2000 do 21 let které se konalo na Slovensku a byl součástí stříbrného týmu na ME 2000. Též byl na MS 2002.
Prohlásil, že je fašista.

## Kariéra

### Klubová
Fotbal začal hrát v roce 1988 ve věku 11 let v místním klubu Abbiategrasso, pak se přestěhoval do Trezzano, pak do Assago a po dvou letech do Corsham.
V roce 1994 odešel zkoušet štěstí do Monzy. Tam odehrál jen jeden zápas a to 30.12. 1994 proti Modeně (0:1). V letním přestupovém období odešel na hostování do týmu 4. ligy Borgosesii. Tam se mu vedlo výborně a v únoru 1996 je zapůjčen na několik dní do Turína. Po sezoně se vrátil zpět do Monzy, kde chytal tak výborně že pomohl týmu postoupit do 2. ligy. Po další sezoně v Monze se ozvali zástupci velkoklubu z Milana a ti ho koupili.

#### Milan
První zápas za Rossoneri odehrál 17. ledna 1999, když musel v 92. minutě nahradit vyloučeného prvního brankáře Rossiho. Od téhle chvíle už jej nepustil do brány a na konci sezony slavil titul v lize. V následující sezoně odehrál první zápas v evropských pohárech (Liga mistrů) ve dne 15. září 1999 proti Chelsea (0:0). V sezoně 2002/03 přišel do klubu Brazilec Nelson Dida a vytlačil jej z pozice prvního brankáře. Byl ale u týmu při vítězství LM 2002/03 i domácího poháru. V dalších sezonách nedostává tolik šancí, kolik by si přestavoval a chtěl přestup. Nakonec v létě 2005 jej klub prodal do Janova, jenže klub byl přeřazen kvůli korupci do 3. ligy a tak se vrátil do Milana.

#### Roky hostování
Při přátelském zápase v létě 2005 proti Juventusu se při srážce zranil hostující brankář Gianluigi Buffon. Za pár dní se v Milaně rozhodli jej poslat na roční hostování zadarmo. U Bianconeri pravidelně nastupuje až do uzdravení Buffona a s velkou zásluhou pomáhá týmu vyhrát titul v lize, jenže po sezoně o titul přišel kvůli korupci.
V následující sezoně si jej vybral na hostování Turín, se kterým se udržel v lize před sestupem.
Do třetice jej Milan poslal na hostování do španělského klubu Atlético Madrid. Sezonu začal jako náhradník, ale později se stal prvním brankářem a vybojoval pro tým konečné 4. místo v tabulce a tím účast v Lize mistrů.

#### Návrat do Milana
I když měl nabídku odejít do Palerma, vrátil se do Milana. Byla mu svěřena role prvního brankaře, ale 15. března 2009 proti Sieně se srazil se spoluhráčem Giuseppe Favallim a zranil si koleno, které ho vyřadilo ze hry na 10 měsíců a to do 28. ledna 2010 když nastoupil proti Udinese v domácím poháru.
Dne 15. října 2011 poprvé měl kapitánskou pásku při utkání proti Palermu. Rekord mezi brankaři v klubu Rossoneri překonal 28. září 2013 v zápase proti Sampdorii (331 utkání). V létě 2014 přišel do klubu nový brankář Španěl Diego López a tak je zařazen do role druhého brankáře. V poslední sezona v kariéře byla 2015/16  a v klubu plnil roli mentora mladému brankaři Donnarummovi.
Celkově za Rossoneri nastoupil na 380 utkání a za 15 let získal 8 trofejí. Po konci kariéry byl rok vedoucím družstva klubu.

### Reprezentační
Debutoval 25. března 1998 za národní tým U21. Na ME 2000 do 21 let byl členem týmu, které získaly zlaté medaile konané na Slovensku po finálové výhře 2:1 nad Českem. Po tomhle úspěchu jej trenér národního týmu Zoff dává do nominace na ME 2000 jako třetího brankáře. Nakonec i tak získal stříbrné medaile.
Hrál následně i na OH 2000 v Sydney, kde Itálie vypadla ve čtvrtfinále se Španělskem (0:1).
Dostal se i do nominace na MS 2002, ale první zápas odchytal až 30. dubna 2003 při přátelském utkání ze Švýcarskem (2:1). I nový trenéři Lippi a Donadoni jej povolává do týmu, ale odchytá jen další tři utkání.

## Přestupy
- z Monza do Milán za 1 670 000 Euro
- z Milán do Juventus zadarmo (hostování)
- z Milán do Turín za 300 000 Euro (hostování)
- z Milán do Atlético Madrid za 500 000 Euro (hostování)

## Statistiky

### Klubové
| Sezóna          | Klub            | Liga             | Liga   | Liga      | Ligové poháry | Ligové poháry | Ligové poháry | Kontinentální poháry | Kontinentální poháry | Kontinentální poháry | Celkem | Celkem    |
| Sezóna          | Klub            | Soutěž           | Zápasy | Obd. Góly | Soutěž        | Zápasy        | Obd. Góly     | Soutěž               | Zápasy               | Obd. Góly            | Zápasy | Obd. Góly |
| --------------- | --------------- | ---------------- | ------ | --------- | ------------- | ------------- | ------------- | -------------------- | -------------------- | -------------------- | ------ | --------- |
| 1994/95         | Monza           | Serie C1         | 1      | -1        | IP            | 0             | 0             | -                    | 0                    | -0                   | 1      | -1        |
| 1995/96         | Borgosesia      | Serie D          | 29     | -27       | IP            | 0             | -0            |                      | 0                    | -0                   | 30     | -28       |
| 1996/97         | Monza           | Serie C1         | 25     | -17       | IP            | 0             | -0            | -                    | 0                    | -0                   | 25     | -17       |
| 1997/98         | Monza           | Serie B          | 26     | -41       | IP            | 2             | -2            | -                    | 0                    | -0                   | 28     | -43       |
| Celkem za Monzu | Celkem za Monzu | Celkem za Monzu  | 52     | -59       | -             | 3             | -2            | -                    | 0                    | -0                   | 55     | -61       |
| 1998/99         | Milán           | Serie A          | 18     | -15       | IP            | 0             | -0            | -                    | 0                    | -0                   | 18     | -15       |
| 1999/00         | Milán           | Serie A          | 29     | -33       | IP+IS         | 0+0           | -0            | LM                   | 6                    | -7                   | 35     | -40       |
| 2000/01         | Milán           | Serie A          | 21     | -31       | IP            | 4             | -8            | LM                   | 7                    | -8                   | 32     | -47       |
| 2001/02         | Milán           | Serie A          | 34     | -33       | IP            | 1             | -0            | PU                   | 11                   | -8                   | 46     | -41       |
| 2002/03         | Milán           | Serie A          | 3      | -3        | IP            | 8             | -8            | LM                   | 6                    | -9                   | 17     | -20       |
| 2003/04         | Milán           | Serie A          | 2      | -4        | IP+IS         | 4+1           | -6+ -1        | LM+ES+IP             | 1+0+0                | -2                   | 8      | -13       |
| 2004/05         | Milán           | Serie A          | 3      | -5        | IP+IS         | 4+0           | -7            | LM                   | 1                    | -0                   | 8      | -12       |
| 2005/06         | Juventus        | Serie A          | 19     | -9        | IP+IS         | 2+0           | -3            | LM                   | 6                    | -5                   | 27     | -17       |
| 2006/07         | Turín           | Serie A          | 36     | -42       | IP            | 2             | -2            | -                    | 0                    | -0                   | 38     | -44       |
| 2007/08         | Atlético Madrid | Primera División | 21     | -28       | ŠP            | 0             | -0            | PU                   | 9                    | -6                   | 30     | -34       |
| 2008/09         | Milán           | Serie A          | 28     | -27       | IP            | 0             | -0            | UEFA                 | 0                    | -0                   | 28     | -27       |
| 2009/10         | Milán           | Serie A          | 9      | -5        | IP            | 1             | -1            | LM                   | 1                    | -4                   | 11     | -10       |
| 2010/11         | Milán           | Serie A          | 35     | -19       | IP            | 1             | -2            | LM                   | 6                    | -3                   | 42     | -24       |
| 2011/12         | Milán           | Serie A          | 31     | -26       | IP+IS         | 0+1           | -1            | LM                   | 9                    | -12                  | 41     | -39       |
| 2012/13         | Milán           | Serie A          | 28     | -22       | IP            | 1             | -0            | LM                   | 7                    | -9                   | 36     | -31       |
| 2013/14         | Milán           | Serie A          | 28     | -31       | IP            | 2             | -3            | LM                   | 9                    | -10                  | 39     | -44       |
| 2014/15         | Milán           | Serie A          | 11     | -8        | IP            | 2             | -2            | -                    | 0                    | -0                   | 13     | -10       |
| 2015/16         | Milán           | Serie A          | 5      | -2        | IP            | 1             | -0            | -                    | 0                    | -0                   | 6      | -2        |
| Celkem za Milán | Celkem za Milán | Celkem za Milán  | 281    | -262      | -             | 35            | -41           | -                    | 64                   | -72                  | 380    | -375      |
| Celkově         | Celkově         | Celkově          | 438    | -427      | -             | 43            | -49           | -                    | 79                   | -83                  | 560    | -559      |

### Reprezentační

#### Statistika na velkých turnajích
| Reprezentace | Rok     | Zápasy                      | Zápasy | Zápasy    | Zápasy           | Zápasy           | Zápasy   |
| Reprezentace | Rok     | Fáze turnaje                | Datum  | Soupeř    | Odehraných minut | Vstřelené branky | Výsledek |
| ------------ | ------- | --------------------------- | ------ | --------- | ---------------- | ---------------- | -------- |
| Itálie       | OH 2000 | 1. zápas ve skupině         | 13. 9. | Austrálie | 90               | 0                | 1:0      |
| Itálie       | OH 2000 | 2. zápas ve skupině         | 16. 9. | Honduras  | 90               | 0                | 3:1      |
| Itálie       | OH 2000 | 3. zápas ve skupině         | 19. 9. | Nigérie   | 90               | 0                | 1:1      |
| Itálie       | OH 2000 | Čtvrtfinále                 | 23. 9. | Španělsko | 90               | 0                | 0:1      |
| Itálie       | ME 2000 | Neodehrál žádné ze 6 utkání |        |           |                  |                  |          |
| Itálie       | MS 2002 | Neodehrál žádné ze 4 utkání |        |           |                  |                  |          |

## Úspěchy

### Klubové

#### Národní
- vítěz italské ligy (3x)

Milán: 1998/99, 2003/04, 2010/11
- vítěz italského poháru (1x)

Milán: 2002/03
- vítěz italského superpoháru (2x)

Milán: 2004, 2011

#### Kontinentální
- vítěz Ligy mistrů UEFA (1x)

Milán: 2002/03
- vítěz Evropského superpoháru (1x)

Milán: 2003

### Reprezentační
- 1x na MS (2002)
- 1x na ME (2000 – stříbro)
- 1x na ME 21 (2000 – zlato)
- 1x na OH (2000)

### Vyznamenání
Řád zásluh o Italskou republiku (12.7. 2000) z podnětu Prezidenta Itálie 